# Piotr Li Quanhui
Piotr Li Quanhui (chiń. 李全惠伯鐸) (ur. 1837 r. w Chentuncun, Hebei w Chinach – zm. 30 czerwca 1900 r. tamże) – święty Kościoła katolickiego, męczennik.
Piotr Li Quanhui urodził się w 1837 r. w Chentuncun w prowincji Hebei.
W czasie powstania bokserów, gdy doszło w Chinach do prześladowań katolików, Piotr Li Quanhui ukrywał się na bagnach za wsią. Został tam schwytany, a ponieważ nie wyparł się wiary, został ścięty. 
Dzień jego wspomnienia to 9 lipca (w grupie 120 męczenników chińskich).
Został beatyfikowany razem ze swoim bratem Rajmundem Li Quanzhen 17 kwietnia 1955 r. przez Piusa XII w grupie Leon Mangin i 55 Towarzyszy. Kanonizowany w grupie 120 męczenników chińskich 1 października 2000 r. przez Jana Pawła II.